# Epithelantha bokei
Epithelantha bokei L.D.Benson, es una especie fanerógama perteneciente a la familia de las cactáceas. Es originaria de Norteamérica

## Descripción
Epithelantha bokei crece en solitario. Los tallos alcanzan de 2,5 a 5 centímetros de altura. Sus areolas son de 3 milímetros de largo. Las espinas son blancas y están en filas de 4-5, tiene, aproximadamente, 10 interiores y 25 a 28 exteriores, y alcanzan y tamaño de 4,5 milímetros. Las flores son rosas de 10 a 12 milímetros de largo. Los frutos son de 3-9 mm de largo.

## Distribución
Epithelantha bokei se encuentra en los EE. UU. el estado de Texas, en el Parque nacional Big Bend y el vecino estado del norte de México en Coahuila de Zaragoza. Es una especie inusual en las colecciones.

## Taxonomía
Epithelantha bokei fue descrita por Lyman David Benson y publicado en Cactus and Succulent Journal 41(4): 185–186, f. 2, 3(lower), en el año 1969.
Etimología
Epithelantha: nombre genérico que deriva del griego y significa "flores saliendo de tubérculos".
El epíteto de la especie bokei fue nombrado en honor del botánico estadounidense Norman Hill Boke.
Sinonimia
- Epithelantha micromeris var. bokei[3][4][5]